# Amphop
Amphop ist ein Ortsteil in der Gemeinde Schalksmühle im Märkischen Kreis im Regierungsbezirk Arnsberg in Nordrhein-Westfalen (Deutschland).

## Lage und Beschreibung
Der Wohnplatz befindet sich östlich des Ortsteils Heedfeld westlich der Bundesautobahn 45 unmittelbar an der Stadtgrenze zu Lüdenscheid. Der Ort ist über eine Zufahrt von der Landesstraße 692 bei Schnarüm erreichbar.
Weitere Nachbarorte auf dem Schalksmühler Gemeindegebiet sind Heedfeld, Eichholz, Kuhlenkeppig, Worth, Wersbecke, Schnarüm, Gelstern, Häuschen, Altenhülscheid, Dornbusch und Hülscheid, sowie Eggenscheid, Römerweg, Hülscheiderbaum und Dönne auf Lüdenscheider Stadtgebiet.
Der 18-Loch-Golfplatz des Golfclubs Gelstern umfasst den Ort vollständig.

## Geschichte
Amphop gehörte bis zum 19. Jahrhundert der Midder Bauerschaft des Kirchspiels Hülscheid an. Ab 1816 war der Ort Teil der Gemeinde Hülscheid in der Bürgermeisterei Halver im Kreis Altena, 1818 lebten 13 Einwohner im Ort. Der laut der Ortschafts- und Entfernungs-Tabelle des Regierungs-Bezirks Arnsberg als Ackergut kategorisierte Ort besaß unter dem Namen Amphop 1839 zwei Wohnhäuser und zwei landwirtschaftliche Gebäude. Zu dieser Zeit lebten 17 Einwohner im Ort, allesamt evangelischen Bekenntnisses.
1844 wurde die Gemeinde Hülscheid mit Amphop von dem Amt Halver abgespaltet und dem neu gegründeten Amt Lüdenscheid zugewiesen.
Der Ort ist auf der Preußischen Uraufnahme von 1840 unter dem Namen Amphop verzeichnet. Ab der Preußischen Neuaufnahme von 1892 ist der Ort auf Messtischblättern der TK25 als Amphop verzeichnet.
Die Gemeinde- und Gutbezirksstatistik der Provinz Westfalen führt 1871 den Ort als Hof unter dem Namen Amphop mit vier Wohnhäuser und 32 Einwohnern auf.  Das Gemeindelexikon für die Provinz Westfalen gibt 1885 für Amphop eine Zahl von 42 Einwohnern an, die in vier Wohnhäusern lebten. 1895 besitzt der Ort fünf Wohnhäuser mit 41 Einwohnern, 1905 werden fünf Wohnhäuser und 37 Einwohner angegeben.
1969 wurden die Gemeinden Hülscheid und Schalksmühle zur amtsfreien Großgemeinde (Einheitsgemeinde) Schalksmühle im Kreis Altena zusammengeschlossen und Amphop gehört seitdem politisch zu Schalksmühle, das 1975 auf Grund des Sauerland/Paderborn-Gesetzes Teil des neu geschaffenen Märkischen Kreises wurde.
Ab 1985 wurde der Golfplatz im Umfeld des Ortes angelegt, der sukzessive bis 1997 zu einer 18-Loch Anlage erweitert wurde.